# Falster
Bản mẫu:Geobox Settlement

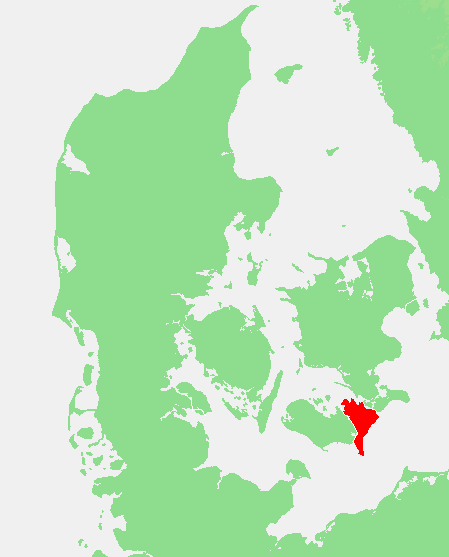
Vị trí đảo Falster trên bản đồ Đan Mạch

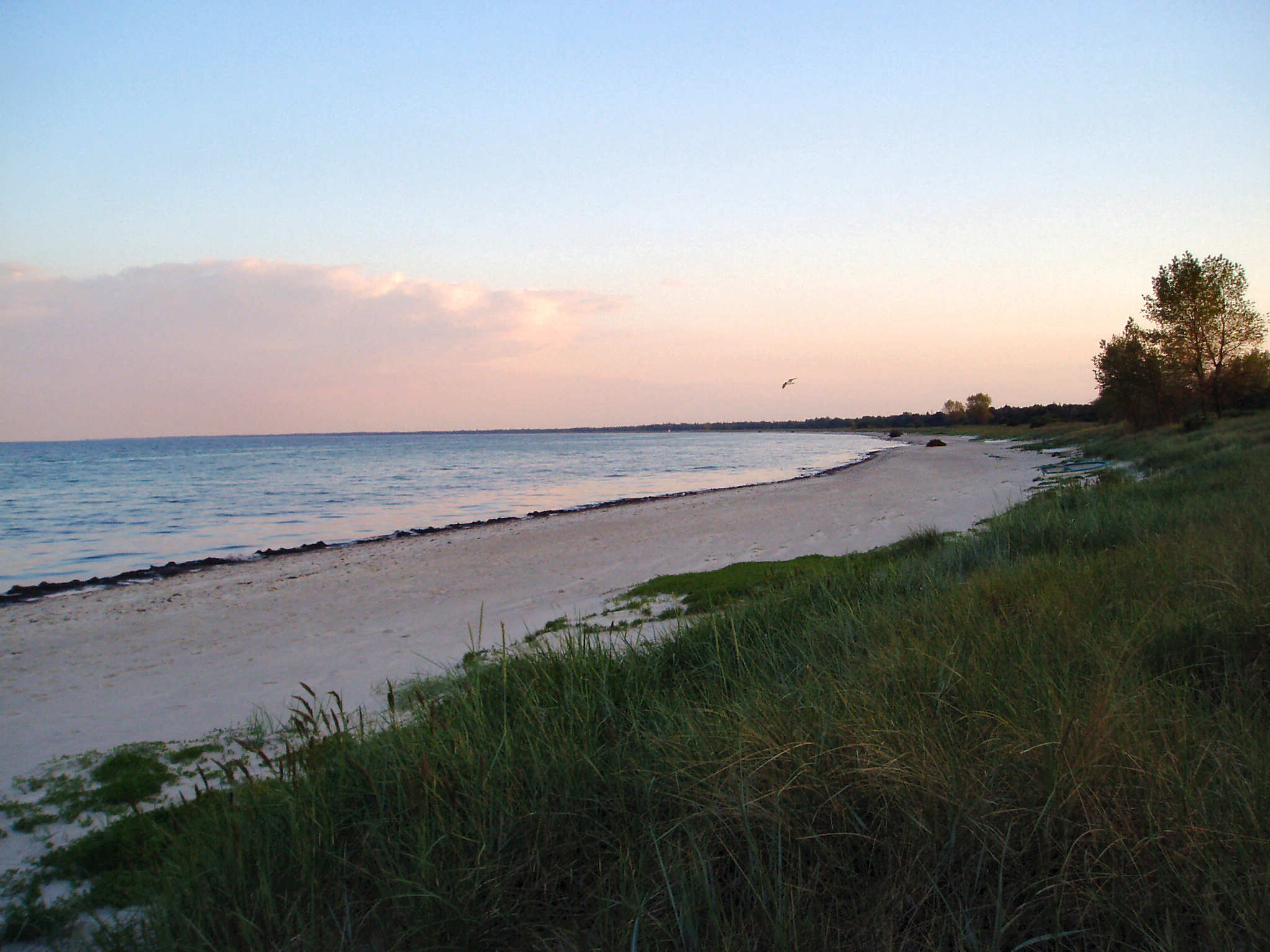
Bãi biển Marielyst của đảo Falster

Đảo Falster là một đảo của Đan Mạch, nằm ở phía nam đảo Zealand. Đảo Falster rộng 514 km², có 43.364 cư dân (ngày 1 tháng 1 năm 2003). Gần 39% dân số cư ngụ ở thành phố Nykøbing Falster, thành phố chính của đảo. Điểm cực Nam của đảo - Gedser Odde - cũng là điểm cực Nam của Đan Mạch. Điểm cực Đông của đảo - Korselitse Storkov - gọi là Hestehoved (đầu ngựa).
Đảo Falster nối với đảo Zealand ở phía bắc bằng cầu Storstrøm (qua đảo nhỏ Masnedø) và cầu Farø (qua đảo nhỏ Farø). Falster nối với Đảo Lolland ở phía tây bằng 2 cầu và 1 đường hầm qua eo biển Guldborgsund.

## Các thành phố và dân số
- Nykøbing Falster (16.859)
- Stubbekøbing  (2.313)
- Nørre Alslev  (2.129)
- Væggerløse    (1.334)
- Idestrup      (1.300)
- Eskilstrup    (1.082)
- Gedser          (907)
- Horbelev        (618)
- Guldborg        (579)
- Orehoved        (476)
- Bangsebro       (475)
- Ønslev          (423)
- Systofte Skovby (361)
- Møllehave       (331)
- Stubberup       (315)
- Horreby         (315)
- Sønder Vedby Skovhuse (280)
- Øster Kippinge  (260)
- Vålse           (230)
- Hasselø Plantage(227)
- Tingsted        (216)

## Người nổi tiếng sinh ra trên Falster
- Frederik Magle, nhà soạn nhạc, organ, và nghệ sĩ dương cầm